# Costa Cordalis/Diskografie
Diese Diskografie ist eine Übersicht über die musikalischen Werke des deutsch-griechischen Schlagersängers Costa Cordalis und seiner unter Pseudonym wie Dschungelkönig Costa I. veröffentlichten Tonträger. Ab 1997 nahm er zusammen mit seinem Sohn Lucas Cordalis Stücke auf, zusammen bildeten sie das Duo Cordalis. Seine erfolgreichste Veröffentlichung ist die Kompilation Costa Cordalis (1980) mit über 250.000 verkauften Einheiten.

## Alben

### Studioalben
| Jahr | Titel                            | Höchstplatzierung, Gesamtwochen, AuszeichnungChartplatzierungen (Jahr, Titel, Platzierungen, Wochen, Auszeichnungen, Anmerkungen) | Höchstplatzierung, Gesamtwochen, AuszeichnungChartplatzierungen (Jahr, Titel, Platzierungen, Wochen, Auszeichnungen, Anmerkungen) | Höchstplatzierung, Gesamtwochen, AuszeichnungChartplatzierungen (Jahr, Titel, Platzierungen, Wochen, Auszeichnungen, Anmerkungen) | Anmerkungen                             |
| Jahr | Titel                            | DE | AT | CH | Anmerkungen                             |
| ---- | -------------------------------- | --- | --- | --- | --------------------------------------- |
| 1967 | Folklore aus aller Welt          | — | — | — | Erstveröffentlichung: 1967              |
| 1970 | Ich träume manchmal von Athen    | — | — | — | Erstveröffentlichung: 1970              |
| 1972 | Die Liebe bist du                | — | — | — | Erstveröffentlichung: 1972              |
| 1973 | Wo meine Träume sind             | — | — | — | Erstveröffentlichung: 1973              |
| 1975 | Sommerträume                     | — | — | — | Erstveröffentlichung: 1975              |
| 1976 | Ich geh’ durch deine Straße      | DE29 (6 Wo.)DE | — | — | Erstveröffentlichung: 1976              |
| 1977 | Ich zeige dir das Paradies       | — | — | — | Erstveröffentlichung: 1977              |
| 1978 | Ein neuer Tag                    | — | — | — | Erstveröffentlichung: 1978              |
| 1979 | Komm in meine Welt               | — | — | — | Erstveröffentlichung: 1979              |
| 1981 | Auf der Straße meiner Lieder     | DE64 (2 Wo.)DE | — | — | Erstveröffentlichung: 1981              |
| 1983 | Dich berühren                    | — | — | — | Erstveröffentlichung: 1983              |
| 1995 | Nur mit dir                      | — | — | — | Erstveröffentlichung: 15. Januar 1995   |
| 1995 | Der Vorhang geht auf             | — | — | — | Erstveröffentlichung: 4. September 1995 |
| 1996 | Ich will dir den Himmel schenken | — | — | — | Erstveröffentlichung: 14. Oktober 1996  |
| 1997 | Viva la noche                    | DE60 (4 Wo.)DE | — | — | Erstveröffentlichung: 11. August 1997   |
| 1998 | Party Tropical                   | DE61 (4 Wo.)DE | AT33 (2 Wo.)AT | — | Erstveröffentlichung: 1998              |
| 1999 | Heiße Nacht                      | DE87 (1 Wo.)DE | — | — | Erstveröffentlichung: 1999              |
| 2000 | Hasta la Vista Baby              | — | — | — | Erstveröffentlichung: 28. August 2000   |
| 2003 | Athen 2004                       | — | — | — | Erstveröffentlichung: 16. August 2003   |
| 2004 | Ich sag’ hallo zu dir            | — | — | — | Erstveröffentlichung: 8. November 2004  |
| 2006 | Das Leben ist schön              | — | — | — | Erstveröffentlichung: 6. Oktober 2006   |
| 2013 | Gib mir deine Liebe              | — | — | — | Erstveröffentlichung: 1. November 2013  |
| 2014 | Damals in Mexico                 | — | — | — | Erstveröffentlichung: 21. Mai 2014      |

grau schraffiert: keine Chartdaten aus diesem Jahr verfügbar

### Livealben
- 1977: Die große Costa-Cordalis-Show

### Kompilationen
| Jahr | Titel         | Höchstplatzierung, Gesamtwochen, AuszeichnungChartplatzierungen (Jahr, Titel, Platzierungen, Wochen, Auszeichnungen, Anmerkungen) | Höchstplatzierung, Gesamtwochen, AuszeichnungChartplatzierungen (Jahr, Titel, Platzierungen, Wochen, Auszeichnungen, Anmerkungen) | Höchstplatzierung, Gesamtwochen, AuszeichnungChartplatzierungen (Jahr, Titel, Platzierungen, Wochen, Auszeichnungen, Anmerkungen) | Anmerkungen                         |
| Jahr | Titel         | DE | AT | CH | Anmerkungen                         |
| ---- | ------------- | --- | --- | --- | ----------------------------------- |
| 2019 | In Erinnerung | — | AT52 (1 Wo.)AT | — | Erstveröffentlichung: 26. Juli 2019 |

Weitere Kompilationen
| - 1971: Meine Lieder – meine Songs - 1978: Costa Cordalis – Die großen Erfolge - 1978: Hitparade – Seine 12 größten Erfolge - 1980: Costa Cordalis (1980) (Verkäufe: + 250.000; DE: Gold) - 1980: Seine 20 schönsten Lieder - 1980: Der Vorhang geht auf - 1981: Costa Cordalis - 1981: Pan – Seine größten Hits - 1986: Star-Festival - 1990: Seine großen Erfolge - 1990: Costa Cordalis (1990) - 1991: Das große deutsche Schlager-Archiv (mit Bernd Clüver) - 1992: Seine größten Erfolge - 1993: Die großen Erfolge - 1994: Costa Cordalis singt Ihre Lieblingshits - 1994: Meine schönsten Lieder - 1995: Seine größten Erfolge Vol. 2 - 1996: Tanz mit mir - 1996: Costa Cordalis (1996) - 1997: Spiel Bouzouki | - 2000: Schlagerparty mit Costa Cordalis - 2000: Costa Cordalis (2000) - 2000: Das andere Gesicht - 2001: Es stieg ein Engel vom Olymp - 2002: Lass deine Träume fliegen - 2002: Anita - 2003: Portrait – Gold Serie - 2004: Der Weg von gestern bis Athen - 2004: Anita – Das Beste von Costa Cordalis - 2004: Costa Cordalis international - 2004: Mein Portrait - 2004: Seine größten Hits - 2005: Nur das Allerbeste – Platinum Collection - 2005: Meine Besten - 2007: Hautnah – Die Geschichten meiner Stars - 2008: Kult Welle – 14 Lieder - 2009: Dieter Thomas Heck präsentiert: 40 Jahre ZDF Hitparade - 2009: Cordalis Collection - 2013: Best of - 2013: Bild Schlager Stars |

### Remixalben
- 1997: Sommer Party – im Non-Stop Mix
- 2008: In the Mix

### EPs
- 1980: Costa Cordalis (Amiga Quartett) (VÖ in der DDR)
- 1984: Anita (Amiga Quartett) (VÖ in der DDR)

### Weihnachtsalben
- 1977: Weihnachten in Deutschland
- 1996: Weihnachten mit Costa Cordalis
- 1998: Weiße Weihnacht
- 2004: Weihnachten
- 2013: Fröhliche Weihnachten

## Singles

### Als Leadmusiker
| Jahr | Titel Album                                                       | Höchstplatzierung, Gesamtwochen, AuszeichnungChartplatzierungen (Jahr, Titel, Album, Platzierungen, Wochen, Auszeichnungen, Anmerkungen) | Höchstplatzierung, Gesamtwochen, AuszeichnungChartplatzierungen (Jahr, Titel, Album, Platzierungen, Wochen, Auszeichnungen, Anmerkungen) | Höchstplatzierung, Gesamtwochen, AuszeichnungChartplatzierungen (Jahr, Titel, Album, Platzierungen, Wochen, Auszeichnungen, Anmerkungen) | Anmerkungen                           |
| Jahr | Titel Album                                                       | DE | AT | CH | Anmerkungen                           |
| ---- | ----------------------------------------------------------------- | --- | --- | --- | ------------------------------------- |
| 1965 | Tränen in den Augen Meine Lieder – meine Songs                    | DE32 (4 Wo.)DE | — | — | Erstveröffentlichung: August 1965     |
| 1971 | Und die Sonne ist heiß Ich träume manchmal von Athen              | DE28 (7 Wo.)DE | — | — | Erstveröffentlichung: Juni 1971       |
| 1972 | Es wird schon weitergeh’n Die Liebe bist du                       | DE48 (1 Wo.)DE | — | — | Erstveröffentlichung: Mai 1972        |
| 1972 | Unbekanntes Mädchen Wo meine Träume sind                          | DE48 (1 Wo.)DE | — | — | Erstveröffentlichung: Oktober 1972    |
| 1973 | SOS Wo meine Träume sind                                          | DE40 (1 Wo.)DE | — | — | Erstveröffentlichung: Mai 1973        |
| 1973 | Carolina, komm Wo meine Träume sind                               | DE17 (24 Wo.)DE | — | — | Erstveröffentlichung: September 1973  |
| 1974 | Steig in das Boot heute Nacht, Anna Lena Sommerträume             | DE15 (22 Wo.)DE | — | — | Erstveröffentlichung: März 1974       |
| 1974 | Santa Marina del mare, adieu Sommerträume                         | DE30 (6 Wo.)DE | — | — | Erstveröffentlichung: September 1974  |
| 1975 | Es stieg ein Engel vom Olymp Sommerträume                         | DE19 (18 Wo.)DE | — | — | Erstveröffentlichung: März 1975       |
| 1975 | Shangri-La Ich geh’ durch deine Straße                            | DE27 (20 Wo.)DE | — | — | Erstveröffentlichung: November 1975   |
| 1976 | Die Blumen der Nacht Ich geh’ durch deine Straße                  | DE32 (10 Wo.)DE | — | — | Erstveröffentlichung: April 1976      |
| 1976 | Anita Ich geh’ durch deine Straße                                 | DE3 (25 Wo.)DE | AT4 (28 Wo.)AT | CH1 (17 Wo.)CH | Erstveröffentlichung: Oktober 1976    |
| 1977 | Die süßen Trauben hängen hoch Ich zeige dir das Paradies          | DE19 (14 Wo.)DE | — | — | Erstveröffentlichung: Mai 1977        |
| 1977 | Don Pedro (Ein Küsschen in Ehren …) Ich zeige dir das Paradies    | DE33 (9 Wo.)DE | — | — | Erstveröffentlichung: September 1977  |
| 1980 | Pan Pan – Seine größten Hits                                      | DE22 (15 Wo.)DE | — | — | Erstveröffentlichung: April 1980      |
| 1981 | Am Tag, als die Sonne nicht mehr kam Auf der Straße meiner Lieder | DE64 (7 Wo.)DE | — | — | Erstveröffentlichung: 30. Januar 1981 |
| 1997 | Viva la noche ’97 Viva la noche                                   | DE61 (9 Wo.)DE | — | — | Erstveröffentlichung: 5. Mai 1997     |
| 1998 | Partymann Party Tropical                                          | — | AT35 (6 Wo.)AT | — | Erstveröffentlichung: 20. Mai 1998    |
| 2004 | Jungle Beat Ich sag’ hallo zu dir                                 | DE65 (5 Wo.)DE | — | — | Erstveröffentlichung: 19. Januar 2004 |

grau schraffiert: keine Chartdaten aus diesem Jahr verfügbar
Weitere Singles
| - 1966: Sag warum - 1966: Teško mi je zaboravit tebe - 1966: Morgen wird alles vorbei sein - 1966: So schön wird’s nie mehr wieder sein - 1967: Sag es mir - 1967: Ich hab’ dir alles längst verzieh’n - 1968: Morgen wird alles vorbei sein - 1969: Die große Liebe - 1969: Sansibar - 1970: Ich öffne dir die Tür zum großen Glück - 1970: Lebe dein Leben - 1970: Marisa - 1970: Helena - 1970: Primavera - 1971: Cuando es sol ya se va - 1972: Mona, oh Mona - 1972: Du hast ja Tränen in den Augen - 1975: Love Me Tender - 1978: Du - 1978: Nimm das nächste Schiff nach Rhodos (I Love, I Love, I Love You) - 1978: Was nun kleiner Mann - 1978: Ich zeige dir das Paradies - 1979: Spiel Bouzouki - 1979: Der Wein von Samos - 1979: Ihr zweiter Frühling war ein Herbst - 1979: Das alte Lied von Helena - 1980: Keine liebt wie du - 1981: Ikarus - 1981: Ich hol’ Dich raus - 1982: Dich berühren - 1982: Feuer verglüht mit der Zeit - 1983: Am Strand von Griechenland - 1983: Ich mag Dich - 1984: Wenn der Regen auf uns fällt (Lena Valaitis & Costa Cordalis) | - 1984: Lava und Eis - 1986: Auf die Ski und los - 1986: Hast du Zeit für einen Traum - 1989: Angie - 1989: Asche oder Glut - 1990: Im Zeichen der Venus - 1995: Himmel auf Erden - 1995: Ich komm wieder - 1995: Nur mit dir - 1996: Komm schenke mir die Sonne - 1996: Terra magica - 1996: Tanz mit mir - 1997: Träume einer Sommernacht - 1997: Vamos a la playa - 1998: Hier kommt Cordalis - 1999: Heiße Nacht - 2000: Hüttenhammer - 2000: La felicidad - 2000: Hey Baby - 2002: Eins, zwei, drei - 2003: Gib mir deine Liebe - 2003: Königin der Nacht - 2003: Ich träume manchmal von Athen - 2004: Sonne in der Nacht - 2004: König Otto (Gott Rehakles) - 2004: Olympia ich sag hallo zu dir - 2005: Pisten-Party Polizei - 2005: Sexy Sexy Lady - 2006: Wir stehen auf für den Champion - 2007: Weißer Anzug - 2007: Geh nicht fort - 2009: Ritmo de la noche - 2014: Tanz mit mir! - 2018: Amor |

### Als Gastmusiker
| Jahr | Titel Album                               | Höchstplatzierung, Gesamtwochen, AuszeichnungChartplatzierungen (Jahr, Titel, Album, Platzierungen, Wochen, Auszeichnungen, Anmerkungen) | Höchstplatzierung, Gesamtwochen, AuszeichnungChartplatzierungen (Jahr, Titel, Album, Platzierungen, Wochen, Auszeichnungen, Anmerkungen) | Höchstplatzierung, Gesamtwochen, AuszeichnungChartplatzierungen (Jahr, Titel, Album, Platzierungen, Wochen, Auszeichnungen, Anmerkungen) | Anmerkungen                           |
| Jahr | Titel Album                               | DE | AT | CH | Anmerkungen                           |
| ---- | ----------------------------------------- | --- | --- | --- | ------------------------------------- |
| 2004 | Ich bin ein Star – holt mich hier raus! – | DE2 (9 Wo.)DE | AT18 (8 Wo.)AT | CH31 (4 Wo.)CH | Erstveröffentlichung: 28. Januar 2004 |

Weitere Gastbeiträge
- 1995: Lass uns noch einmal Kinder sein (als Teil von Stars für Wolke 7)
- 2012: Keine Kohle (Matze Knop feat. Costa Cordalis)

## Boxsets
- 2001: Hitbox

## Statistik

### Chartauswertung
|                     | DE    | AT    | CH    |
| ------------------- | ----- | ----- | ----- |
| Nummer-eins-Alben   | DE—DE | AT—AT | CH—CH |
| Top-10-Alben        | DE—DE | AT—AT | CH—CH |
| Alben in den Charts | DE5DE | AT2AT | CH—CH |

|                       | DE     | AT    | CH    |
| --------------------- | ------ | ----- | ----- |
| Nummer-eins-Singles   | DE—DE  | AT—AT | CH1CH |
| Top-10-Singles        | DE2DE  | AT1AT | CH1CH |
| Singles in den Charts | DE19DE | AT3AT | CH2CH |

### Auszeichnungen für Musikverkäufe
Anmerkung: Auszeichnungen in Ländern aus den Charttabellen bzw. Chartboxen sind in ebendiesen zu finden.
| Land/RegionAuszeichnungen für Musikverkäufe (Land/Region, Auszeichnungen, Verkäufe, Quellen) | Gold  | Platin | Verkäufe | Quellen           |
| -------------------------------------------------------------------------------------------- | ----- | ------ | -------- | ----------------- |
| Deutschland (BVMI)                                                                           | Gold1 | —      | 250.000  | musikindustrie.de |
| Insgesamt                                                                                    | Gold1 | —      |          |                   |